# 低气压
低壓區（英語：Low Pressure Area，符號為L）是大氣中氣壓較鄰近地區為低的地帶。一般都是成螺旋狀，是為氣旋。在北半球低氣壓區域內的空氣作逆時針方向旋轉，在南半球則順時針方向。偶爾也有一連串低壓區連在一起，稱為「低壓槽」，因該區的大氣壓力比其兩旁為低，所以稱為槽，是為槽線取其陷下的意思。低壓區一般都伴着雲，或會有風、雨（通常雨勢較大並夾雜着狂風雷暴）

## 氣候成因

### 高緯度的低氣壓
高緯度的低氣壓通常是因為高空西風波動引起，又或因有強制性上升氣流──例如兩個性質相近高氣壓的中間，因為氣流被迫聚集而上升。

### 中緯度和亞熱帶
當兩個性質相反的氣團（例如：暖氣團遇上冷氣團）時，會產生鋒面。